# 2001/2002 ISUジュニアグランプリシリーズ
2001/2002 ISUジュニアグランプリシリーズ（2001/2002 ISU Junior Series of Figure Skating）は、国際スケート連盟が承認するフィギュアスケート・アイスダンスにおける2001-2002年シーズンのISUジュニアグランプリの総称。

## 概要
当シリーズは、アメリカのフェニックスで開催予定だった
JGPフェニックスがアメリカ同時多発テロ事件により開催中止となった。そのため、7大会での総合成績が上位となった男子シングルの9人、女子シングルの8人とペア、アイスダンスの各8組がJGPファイナルに進んだ。

## 開催地と日程
- JGPソフィア杯（ソフィア）：2001年9月13日-16日
- JGPフェニックス（フェニックス）：2001年9月20日-23日（開催中止）
- JGPチェコスケート（オストラヴァ）：2001年9月27日-30日
- JGPバルト杯（グダニスク）：2001年10月11日-14日
- JGPハーグ（ハーグ）：2001年10月25日-28日
- JGPサルコウ杯（マルメ）：2001年11月1日-4日
- JGPトラパネーゼ杯（ミラノ）：2001年11月8日-11日
- JGPSBC杯（岡谷市）：2001年11月15日-18日
- JGPファイナル（ブレッド）：2001年12月13日-16日

## 競技結果

### 男子シングル
| 大会名            | 金                           | 銀                           | 銅                             |
| JGPソフィア杯     | ショーン・ソーヤー           | 髙橋大輔                     | ショーン・ロジャース           |
| JGPフェニックス   | 開催中止                     | 開催中止                     | 開催中止                       |
| JGPチェコスケート | アンドレイ・グリアゼフ       | ケビン・ヴァン・デル・ペレン | ダミアン・ジョルジヴィッチ     |
| JGPバルト杯       | スタニスラフ・ティムチェンコ | カレル・ゼレンカ             | アレクサンドル・ウスペンスキー |
| JGPハーグ         | ケビン・ヴァン・デル・ペレン | ジャマル・オスマン           | ニコラス・ヤング               |
| JGPサルコウ杯     | アンドレイ・グリアゼフ       | 馬暁東                       | アリ＝ペッカ・ヌルメンカリ     |
| JGPトラパネーゼ杯 | スタニスラフ・ティムチェンコ | アレクサンドル・シュービン   | 馬暁東                         |
| JGPSBC杯          | 髙橋大輔                     | アリ＝ペッカ・ヌルメンカリ   | ショーン・ソーヤー             |
| ISU JGPファイナル | スタニスラフ・ティムチェンコ | 馬暁東                       | ケビン・ヴァン・デル・ペレン   |

### 女子シングル
| 大会名            | 金                     | 銀                         | 銅                     |
| JGPソフィア杯     | 太田由希奈             | Olga Agapkina              | 中野友加里             |
| JGPフェニックス   | 開催中止               | 開催中止                   | 開催中止               |
| JGPチェコスケート | 安藤美姫               | タチアナ・バソワ           | 鈴木明子               |
| JGPバルト杯       | イリーナ・トカチュク   | スヴェトラーナ・ピリペンコ | マグダレナ・レスカ     |
| JGPハーグ         | シンシア・ファヌフ     | イリーナ・ニコラエワ       | リュドミラ・ネリディナ |
| JGPサルコウ杯     | 安藤美姫               | タチアナ・バソワ           | イリーナ・トカチュク   |
| JGPトラパネーゼ杯 | リュドミラ・ネリディナ | キメナ・ブロク＝マイヤー   | ジョアニー・ロシェット |
| JGPSBC杯          | 鈴木明子               | 中野友加里                 | 方丹                   |
| ISU JGPファイナル | 安藤美姫               | リュドミラ・ネリディナ     | 鈴木明子               |

### ペア
| 大会名            | 金                                              | 銀                                                      | 銅                                              |
| JGPソフィア杯     | ユリア・シャピロ and ドミトリー・フロミン       | ジャックリーン・ジメネス and テミストクレス・レフテリス | Cathy Monette and Daniel Castelo                |
| JGPフェニックス   | 開催中止                                        | 開催中止                                                | 開催中止                                        |
| JGPチェコスケート | マリア・ムホルトワ and パーヴェル・レベデフ     | アナスタシア・クズミナ and スタニスラフ・エフドキモフ   | タチアナ・ボロソジャル and ペトル・ハルチェンコ |
| JGPバルト杯       | ユリア・カルボフスカヤ and セルゲイ・スラフノフ | タチアナ・ボロソジャル and ペトル・ハルチェンコ         | Cathy Monette and Daniel Castelo                |
| JGPハーグ         | カーラ・モントゴメリー and ライアン・アーノルド | ユリア・シャピロ and ドミトリー・フロミン               | ジェシカ・デュベ and サミュエル・テトロー       |
| JGPサルコウ杯     | 張丹 and 張昊                                   | 丁楊 and 任重非                                         | マリア・ムホルトワ and パーヴェル・レベデフ     |
| JGPトラパネーゼ杯 | 張丹 and 張昊                                   | ユリア・カルボフスカヤ and セルゲイ・スラフノフ         | 丁楊 and 任重非                                 |
| JGPSBC杯          | カーラ・モントゴメリー and ライアン・アーノルド | ジェシカ・デュベ and サミュエル・テトロー               | -                                               |
| ISU JGPファイナル | 張丹 and 張昊                                   | ユリア・カルボフスカヤ and セルゲイ・スラフノフ         | 丁楊 and 任重非                                 |

### アイスダンス
| 大会名            | 金                                                      | 銀                                                      | 銅                                                    |
| JGPソフィア杯     | オクサナ・ドムニナ and マキシム・ボロチン               | マリアナ・コズロワ and セルゲイ・バラノフ               | ホフマン・ノーラ and エレク・アティッラ               |
| JGPフェニックス   | 開催中止                                                | 開催中止                                                | 開催中止                                              |
| JGPチェコスケート | ユリア・ゴロヴィナ and オレグ・ボイコ                   | オクサナ・ドムニナ and マキシム・ボロチン               | Amandine Borsi and Fabrice Blondel                    |
| JGPバルト杯       | エレーナ・ハリアヴィナ and マキシム・シャバリン         | マリアナ・コズロワ and セルゲイ・バラノフ               | クリスティーナ・バイアー and ウィリアム・バイアー     |
| JGPハーグ         | エレーナ・ロマノフスカヤ and アレクサンドル・グラチェフ | ユリア・ゴロヴィナ and オレグ・ボイコ                   | ミリアム・シュタイネル and ウラジミール・ツヴェトコフ |
| JGPサルコウ杯     | エレーナ・ロマノフスカヤ and アレクサンドル・グラチェフ | アンナ・ザドロズニュク and セルゲイ・ベルビーロ         | Myriam Trividic and Yann Abback                       |
| JGPトラパネーゼ杯 | エレーナ・ハリアヴィナ and マキシム・シャバリン         | ホフマン・ノーラ and エレク・アティッラ                 | アレシア・オウレリ and アンドレア・バトゥーリ         |
| JGPSBC杯          | ミリアム・シュタイネル and ウラジミール・ツヴェトコフ   | ナタリー・ペシャラ and ファビアン・ブルザ               | ダリア・ボリソワ and アレクサンドル・チェプルーノフ   |
| ISU JGPファイナル | エレーナ・ハリアヴィナ and マキシム・シャバリン         | エレーナ・ロマノフスカヤ and アレクサンドル・グラチェフ | ミリアム・シュタイネル and ウラジミール・ツヴェトコフ |

## 各国メダル数
| 順 | 国・地域       | 金 | 銀 | 銅 | 計 |
| -- | -------------- | -- | -- | -- | -- |
| 1  | ロシア         | 16 | 12 | 5  | 33 |
| 2  | 日本           | 6  | 2  | 3  | 11 |
| 3  | カナダ         | 4  | 1  | 6  | 11 |
| 4  | 中国           | 3  | 3  | 4  | 10 |
| 5  | ウクライナ     | 1  | 6  | 1  | 8  |
| 6  | ベルギー       | 1  | 1  | 1  | 3  |
| 7  | ドイツ         | 1  | 0  | 3  | 4  |
| 8  | スイス         | 0  | 2  | 0  | 2  |
| 9  | フランス       | 0  | 1  | 3  | 4  |
| 10 | フィンランド   | 0  | 1  | 1  | 2  |
| 10 | ハンガリー     | 0  | 1  | 1  | 2  |
| 10 | イタリア       | 0  | 1  | 1  | 2  |
| 10 | アメリカ合衆国 | 0  | 1  | 1  | 2  |
| 14 | ポーランド     | 0  | 0  | 1  | 1  |